# El que sabe, sabe
El que sabe, sabe es el cuarto álbum de estudio del cantante puertorriqueño Tego Calderón. Fue publicado el 3 de febrero de 2015 bajo su propio sello Jiggiri Records y distribuido por Universal Music Latin Entertainment. Cuenta con las colaboraciones de Don Omar y Kany García.
Contiene el sencillo «Dando Break», el cual logró posicionarse en la posición #12 en la lista Latin Rhythm Airplay, el álbum también fue ganador del primer latin Grammy del cantante al mejor álbum urbano en 2015. Además de posicionarse en las primeras posiciones de las listas de Billboard.

## Antecedentes
Originalmente programado para titularse Mr. T, el álbum terminó por titularse El que sabe, sabe, en honor a una frase común del padre de Tego, Esteban Calderón Ibarraza, quien falleció en 2004. Tiene letras influenciadas por la vida de Tego Calderón y también por el reguetón popular. Calderón también decidió mezclar reguetón clásico con música nueva, por ejemplo: «Al grano», que mezcla reguetón y dubstep.
«¿Y quién diría?» se grabó un dueto con la ganadora del Grammy Latino, Kany García. La canción trata sobre un niño pequeño que sufre de muchas formas de abuso. Otras canciones como «Por burro» y «Amar por amar» incluyen temas sociales. Para este disco se grabó una canción titulada «Nadie me tumba» y se lanzó un adelanto en Internet, pero Calderón decidió no incluirla en su disco porque no quería temas tristes. El rapero dijo que la canción habla de su vida y los problemas que tuvo luego de un accidente.

Sobre todo quiero mostrar mi lado social que quizás lo he descuidado un poco. En este disco venimos a sacar ese lado social y estoy bien pendiente al pie de la letra, a lo que digo y a impactar con lo que digo, cosas reales que vemos todos los días.

Calderón pretendía sacar el disco a través de Sony Music, pero a sus ejecutivos no les gustó que el disco "fuera demasiado inteligente y el público estúpido". Dijo que rechazaron el disco porque el público no tiene el nivel intelectual para entenderlo. Tego estaba molesto y enojado con esta decisión y manifestó su enojo por Sony Music. Finalmente lanzó su álbum a través de Siente Music, una subsidiaria de Universal Music Latin Entertainment.

## Recepción comercial
La fecha de lanzamiento oficial del álbum fue el 3 de febrero de 2015 y a partir del 13 de enero de 2015, el álbum estaba disponible para preordenar a través de iTunes. Alcanzó la primera posición en la lista de Latin Rhythm Albums de Billboard en su primera semana.

## Lista de canciones
- Adaptados desde TIDAL.[10]

| N.º   | Título                              | Duración |  |
| 1.    | «Chinchorro»                        | 0:26     |  |
| 2.    | «No More, Mr. Nice Guy»             | 1:33     |  |
| 3.    | «Mamey»                             | 3:03     |  |
| 4.    | «Dando Break»                       | 2:39     |  |
| 5.    | «Al grano»                          | 4:05     |  |
| 6.    | «Canción de hamaca»                 | 3:33     |  |
| 7.    | «Están fritos»                      | 2:10     |  |
| 8.    | «El papá (La receta de mazucamba)»  | 2:56     |  |
| 9.    | «Pastilita» (con Don Omar)          | 3:58     |  |
| 10.   | «Así mismo»                         | 2:55     |  |
| 11.   | «Supongo»                           | 2:54     |  |
| 12.   | «Amar por amar»                     | 3:36     |  |
| 13.   | «Por burro»                         | 3:22     |  |
| 14.   | «La media»                          | 3:28     |  |
| 15.   | «Quisiera ser cantante»             | 3:17     |  |
| 16.   | «Paz (Interlude)»                   | 0:58     |  |
| 17.   | «¿Y quién diría?» (con Kany García) | 3:55     |  |
| 18.   | «El que sabe, sabe»                 | 3:50     |  |
| 52:38 |                                     |          |  |

## Posicionamiento en listas
| Lista (2015)                         | Mejor posición |
| ------------------------------------ | -------------- |
| Estados Unidos (Latin Rhythm Albums) | 1              |
| Estados Unidos (Top Latin Albums)    | 2              |
| Estados Unidos (Top Rap Albums)      | 19             |